# Churchill Mountains
Die Churchill Mountains sind ein großer Gebirgszug im Transantarktischen Gebirge, der sich am Westrand des Ross-Schelfeises vom Byrd-Gletscher bis zum Nimrod-Gletscher erstreckt. 
Zahlreiche seiner höchsten Erhebungen wie Mount Egerton, Mount Field, Mount Wharton, Mount Albert Markham und Mount Nares wurden erstmals von Teilnehmern der Discovery-Expedition (1901–1904) unter der Leitung des britischen Polarforschers Robert Falcon Scott gesichtet. Eingehend untersucht wurde das Gebiet durch den United States Geological Survey und mit Hilfe von Luftaufnahmen der United States Navy zwischen 1960 und 1961. Die Benennung des Gebirges nach dem britischen Staatsmann Winston Churchill (1874–1965) erfolgte durch das Advisory Committee on Antarctic Names im Jahr 1965.
Zu den Churchill Mountains gehören:
| Berg                 | Höhe   | Koordinaten           |
| -------------------- | ------ | --------------------- |
| Hunt Mountain        | 3240 m | 82° 5′ S, 159° 16′ O  |
| Mount Albert Markham | 3205 m | 81° 23′ S, 158° 14′ O |
| Mount Field          | 3100 m | 80° 53′ S, 158° 2′ O  |
| Mount Nares          | 3000 m | 81° 27′ S, 158° 10′ O |
| Mount Egerton        | 2830 m | 80° 50′ S, 157° 55′ O |
| East Egerton         | 2815 m | 80° 50′ S, 158° 6′ O  |
| Pyramid Mountain     | 2810 m | 81° 19′ S, 158° 15′ O |
| Mount Wharton        | 2800 m | 81° 3′ S, 157° 49′ O  |
| Cerberus Peak        | 2765 m | 82° 1′ S, 158° 46′ O  |
| Mount Durnford       | 2715 m | 80° 58′ S, 158° 15′ O |
| Mount Coley          | 2570 m | 81° 15′ S, 158° 13′ O |
| Mount Massam         | 2494 m | 81° 44′ S, 158° 12′ O |
| Elder Peak           | 2360 m | 81° 7′ S, 157° 20′ O  |
| Mount Isbell         | 2360 m | 82° 22′ S, 156° 24′ O |
| Mount Frost          | 2350 m | 81° 11′ S, 158° 21′ O |
| Mount Zinkovich      | 2280 m | 81° 8′ S, 158° 21′ O  |
| Peters Peak          | 2220 m | 82° 14′ S, 160° 4′ O  |
| Rutland-Nunatak      | 2070 m | 81° 36′ S, 156° 8′ O  |
| Mount Rainbow        | 2050 m | 80° 54′ S, 156° 55′ O |
| Mount Moa            | 2000 m | 80° 46′ S, 157° 57′ O |
| Turk Peak            | 2000 m | 81° 2′ S, 158° 23′ O  |
| Mount Hamilton       | 1990 m | 80° 40′ S, 158° 17′ O |
| Mount Stewart        | 1900 m | 80° 59′ S, 158° 32′ O |
| Mount Morse          | 1800 m | 80° 49′ S, 157° 21′ O |
| Mount Liard          | 1770 m | 81° 58′ S, 158° 51′ O |
| Mount Canopus        | 1710 m | 81° 50′ S, 161° 0′ O  |
| Egress Peak          | 1690 m | 81° 24′ S, 158° 54′ O |
| Bradshaw Peak        | 1640 m | 81° 3′ S, 158° 34′ O  |
| Mount Tuatara        | 1640 m | 80° 34′ S, 158° 20′ O |
| Mount Blick          | 1400 m | 81° 21′ S, 159° 5′ O  |
| Mount Arcone         | 1350 m | 81° 43′ S, 161° 2′ O  |
| Abercrombie Crests   | 1259 m | 81° 0′ S, 160° 9′ O   |
| Young Peaks          | 1200 m | 81° 14′ S, 158° 42′ O |
| Mount Gough          | 1000 m | 81° 38′ S, 159° 22′ O |